# Aidia zippeliana
Aidia zippeliana är en måreväxtart som först beskrevs av Rudolph Herman Scheffer, och fick sitt nu gällande namn av Colin Ernest Ridsdale. Aidia zippeliana ingår i släktet Aidia och familjen måreväxter. Inga underarter finns listade i Catalogue of Life.